# ロールプレイングゲーム
ロールプレイングゲーム（英: role-playing game, 略称：RPG）とは、参加者が各自に割り当てられたキャラクター（プレイヤーキャラクター）を操作し、一般にはお互いに協力しあい、架空の状況下にて与えられる試練（冒険、難題、探索、戦闘など）を乗り越えて目的の達成を目指すゲームである。対する物としては、将棋やストラテジーゲーム等のようにプレイヤーが特定のユニットに割り当てられないゲームである。

## 概要
ロールプレイングゲームとは、元々はミニチュアゲームから派生したもので、アメリカで考案された、テーブルゲームである。シミュレーションにおいて、プレイヤーが操作していた戦車や戦闘機、軍団といったユニット（ゲーム上のコマ）を、兵士個人に置き換え、そこに仮想人格としての信条や個性、能力を付加すると、ロールプレイングゲームへと繋がる流れになる。
日本ではコンピュータゲームのRPGと区別するため、テーブルトークRPGとも呼ばれる。英語圏では、ライブアクションRPGやコンピュータRPGと区別するため、「Tabletop role-playing game（テーブルトップロールプレイングゲーム）」または「Pen-and-paper role-playing game（ペンアンドペーパーロールプレイングゲーム）」などと呼称する。RPGのGは「Game（ゲーム）」を指すため、「RPGゲーム」と表現すると重言になる。
今日では、ロールプレイングゲームからの派生物として、コンピュータを用いて同様のゲームを再現したことに始まるコンピュータゲームの一種、コンピュータRPGが人気である。コンピュータRPGは、コンピュータを用いるというシステム的な制約から、自由度は制限されるものの、本来のロールプレイングゲーム同様に、個性的なキャラクターを操って、架空の世界に遊ぶというゲームの本質は維持されている。
なお、初期のロールプレイングゲームは大半がファンタジーに題材を採った架空世界を舞台とし、モンスターとの戦闘を介して経験値を取得することでキャラクターが成長し、成長することで探索・行動範囲を広げるというものであったため、現在においてもRPGと言えばそういうものと思われがちである。この傾向はコンピューターRPGにおいて特に顕著なものとなっている。
実際には、SFやホラーをはじめとして多彩なジャンルが題材として選ばれている。システム面を見ても、特にテーブルトークRPGではキャラクターの成長はむしろ戦闘によらずミッションやクエストのクリアをもってもたらされるものが多いなど、キャラクターの成長方法一つを取っても作品により多彩である（さらには、『トラベラー』のようにキャラクターが成長しない作品もある）。このように、ロールプレイングゲームを形成する要素自体が初期のものに比べて様々に分化している。

### ロールプレイングの意味
ロールプレイング（role-playing）とは、想像上のある役柄を演じることである。ロールプレイング（role-playing）を英和辞典で引くと、役割演技と翻訳される。しかし、ゲームとしてのロールプレイングの意味は、英英辞典の説明の通り「pretending to be someone else（他の誰かのふりをする）」を示すものであり前者とは異なる。ゲームデザイナーのゲイリー・ガイギャックスは、「ロールプレイとは、想像上のある役柄を演じること」「自分が現在（または未来永劫）決してなることができない何者かを演じること」であるとしている。テーブルトークRPGでは、プレイヤーは、単なる無名の「戦士」や「魔法使い」ではなく、名前や仮想の人格などが付与されたプレイヤーキャラクターを担当する。ゲームによっては、「ライフパス」（出自や人生の遍歴を示す要素）や「性格」「属性」（あるいはシステムによっては「癖」や「趣味」といったところまで）といったルールにより、仮想の人格にシステム的な裏付けを与える工夫がなされる。同じ「戦士」であっても、豪胆な人物、細心な人物、明朗快活な人物、謎めいた影のある人物といった千差万別な個性を表現することにより、キャラクターは差別化され、一層生き生きとし、仮想世界での冒険の楽しみを増加させるのである。また、プレイヤーが温厚で慎重な性格であるのにも拘らず、向こう見ずな戦士を演じたり、狡猾な魔術師を演じたりすることは、それがキャラクターに合致している限り、「上手なロールプレイ」であると見なされる。

### 商標登録
日本では、雑誌・新聞の「TRPG」はホビージャパンの（第4803260号）、玩具、ゲーム関係などの「ロールプレイング」はホビージャパンの（第1798172号）、菓子・パン関係の「ロールプレイング」はロッテの（第2155432号）、ゲーム関係などの「ロールプレイドラマ」はスパイク・チュンソフトの（第4794245号）、略称の「R.P.G」がおもちゃ関係でバンダイの（第1792020号）、「ロープレゲーム」はゲームおもちゃなどでセガ（以前のセガゲームス）の（第3046648号、第3046649号）登録商標である。

## ゲームの分類

### テーブルトークRPG
テーブルトークRPG（本来のロールプレイングゲーム）は、ジャンル的にはテーブルゲーム（あるいはアナログゲーム）に分類される。
1. プレイヤーが一堂に集まり、
2. ゲームマスター（審判役）が提示するルール・状況・シナリオ・課題に従い、
3. ゲーム世界内での自分の代理人であるキャラクターにどんなことをさせるかを申告しながら、
4. 他のプレイヤーと共に課題達成へ向けてゲームを進める

というスタイルが一般的なプレイである。
商業的には、1974年に米国でTSR社から発売された "Dungeons and Dragons" （通称、D&D）が、商品として広く販売された世界初の「テーブルトップRPG」ルールシステムである（その前身であるウォーゲーム『チェインメイル』は『D&D』の原型とみなされる ）。

### ライブアクションRPG
現実世界のプレイヤー達が会話や身体的行動で演技を行い、架空の人物と世界を表現することで物語を演出する。

### コンピュータRPG
まずロールプレイングゲームの遊び方や世界設定（例えば『D&D』などに登場する魔法やアイテムやゲーム目標など）を元に作られたアメリカ製のコンピュータRPGが1980年代前半に日本でもプレイされ始め、まもなく日本製の製品も登場し人気を博した。さらに、ロールプレイングゲームの入門的な存在であるゲームブックが邦訳・紹介され、一時ブームとなった。その後、ゲームブックはほぼ姿を消してしまうが、コンピューターRPGはパソコンやゲーム機の普及に伴い、売上の点でも内容の点でも大きく成長するに至った。
他方、テーブルトークRPGはそれまで一部のウォーゲーム愛好家が英文のままでプレイしていた程度で、広く知られるようになったのはコンピュータRPGやゲームブックを通してであった。日本語化されての販売も、コンピュータRPGの国産化より遅れていたのである。
そのため、ロールプレイングゲームまたはRPGと言えばコンピューターRPGのことを指すものだという認識が、日本では広く定着している。今やコンピューターRPGはコンピューターゲームの中でも特に人気の高いゲームジャンルである。

### その他のRPG
- メールRPG - 郵便を利用して遊ぶプレイバイメールゲームのうち、一つの作品世界につき1プレイヤーごと原則1プレイヤーズ・キャラクター（PC）の登録を行って遊ぶゲームを「メールRPG」と呼ぶことがある。

## テーブルトークRPG・コンピュータRPG双方が存在する作品
コンピュータゲーム化
テーブルトークRPGを原作として、コンピュータゲーム化されたもの
- Dungeons & Dragons (プール・オブ・レイディアンス・バルダーズ・ゲート・Neverwinter Nights・Dungeons & Dragons Online:Stormreach)
- トンネルズ&トロールズ
- ローズ・トゥ・ロード
- ソード・ワールドRPG
- ブルーフォレスト物語
- クトゥルフの呼び声（Amiga版のみ存在）
- シャドウラン
- ナイトウィザード
- Twilight: 2000

テーブルトークRPG化
コンピュータRPGを原作として、テーブルトークRPG化されたもの
- ウィザードリィ（ウィザードリィRPG）
- 女神転生シリーズ
- イースシリーズ（イースRPG）
- ANGEL-CORE（エンゼルギア天使大戦RPG）※原作はアドベンチャーゲーム
- スターオーシャン Till the End of Time
- DARK SOULSシリーズ

同列派生
共通の原作が存在したり、メディアミックス展開された結果として、双方が存在するもの
- ロードス島戦記RPG（ロードス島戦記の項目参照）
- 蓬萊学園の冒険!!（プレイバイメールから派生）
- ダブルムーン伝説（読者参加型ゲームから派生）
- モンスターメーカー（カードゲームから派生）
- ゴーストハンター（メディアミックス。コンピュータRPG「ラプラスの魔」が下敷となっている）
- モンスターコレクション（トレーディングカードゲームから派生。TRPGとしての作品名は『六門世界RPG』）

コンピュータゲームでは別のジャンルになっているもの
- ダンジョンズ&ドラゴンズ（アクションゲームやシューティングゲーム（NESのDragon Strike））
- バトルテック（TRPGは「メックウォリアー」）
- ヘビーギア（リアルタイムロボット操縦シミュレーション）
- ナイトウィザード（カードバトルアドベンチャーゲーム）
- シャドウラン（Xbox 360ではFPS）